# PINless
PINless là dịch vụ điện thoại Internet (hay còn gọi là VoIP) theo hình thức phone-to-phone. Dịch vụ điện thoại Internet có bốn hình thức cơ bản sau:
- pc-to-pc là hình thức mà đầu thực hiện cuộc gọi và đầu nhận cuộc gọi là máy tính hay thiết bị tương đương nối với mạng Internet
- pc-to-phone là hình thức mà đầu thực hiện cuộc là máy tính (hay một thiết bị tương đương) nối với mạng Internet còn đầu nhận cuộc gọi là điện thoại nối với mạng điện thoại
- phone-to-pc là hình thức ngược lại với hình thức pc-to-phone
- phone-to-phone là hình thức mà đầu thực hiện cuộc gọi và đầu nhận cuộc gọi đều là điện thoại nối với mạng điện thoại

Trong đó phone-to-phone là hình thức sử dụng thuận tiện nhất vì không phải cần đến máy tính (hay thiết bị tương đương), cũng không cần đến Internet. Hình thức phone-to-phone phổ biến nhất trước đây là calling card. Tuy nhiên cách này rất phiền vì phải nhớ và phải nhập thường xuyên một dãy số dài nhiều chữ số trước khi thực hiện cuộc gọi. Dãy số này thường được gọi là PIN (personal indentified number). Để giúp người sử dụng không phải nhớ dãy số này, một số dịch vụ dùng chính số điện thoại của người gọi (ANI) để nhận dạng và trừ tiền sau khi thực hiện cuộc gọi nên được gọi là PINless (tức không cần số PIN).
Lịch sử ra đời của phương thức PINless gắn liền với công ty Lunex telecom. Đây là công ty phát minh ra PINless và phát triển các bước tiếp theo của phương thức này mà đỉnh cao là công ty đã cho ra đời chức năng gọi Siêu Nhanh với cái tên "1click".
Cách sử dụng
I.Để thực hiện cuộc gọi PINless, thông thường phải làm như sau:
1. Gọi đến một số tổng đài (có thể là số địa phương hay số toll-free). Hệ thống sẽ chào bạn và yêu cầu nhập số cần gọi.
2. Nhập số điện thoại cần gọi bao gồm mã nước (country code), mã vùng (area code) và số điện thoại

II.Để thực hiện cuộc gọi PINless với chức năng gọi "1click"
1. Gọi đến một số tổng đài(số toll-free) của công ty để đăng ký (free) số "1click"
2. Lưu số gọi "1click" (được gắn liền trực tiếp với số gọi đến) vào phone book.
3. Chọn tên người muốn gọi trong phone book và bấm nút TALK/SEND.

Thị trường
Hiện nay PINless được sử dụng thông dụng nhất ở thị trường Mỹ và đang lấn lướt cách sử dụng calling card ở thị trường này. Các thị trường khác ngoài Mỹ vẫn còn phổ biến cách dùng calling card.